# Hartmuth Becker
Hartmuth Becker (* 1966 in Wetzlar; † 2018) war ein deutscher Ökonom, Politikwissenschaftler und Autor.

## Leben
Becker studierte Volkswirtschaftslehre (Diplom) sowie Politikwissenschaft und Philosophie (Magister Artium) an der Justus-Liebig-Universität Gießen. 2001 wurde er bei Hans-Georg Petersen an der Universität Potsdam mit der Dissertation Die Kategorie öffentlicher Güter als Grundlage von Staatstheorie und Staatswissenschaft zum Dr. rer. pol. promoviert.
Danach arbeitete er als Ökonom für den Flughafenverband ADV. Neben Vorträgen an der Universität Erfurt war er auch Referent beim Bund Freiheit der Wissenschaft und bei der Preußischen Gesellschaft Berlin-Brandenburg. Er publizierte in den rechtskonservativen Medien Criticón und Junge Freiheit. Außerdem ist er Autor mehrerer staatswissenschaftlicher Bücher u. a. zum Staatsrechtler und politischen Philosophen Carl Schmitt.

## Schriften (Auswahl)
- Die Parlamentarismuskritik bei Carl Schmitt und Jürgen Habermas (= Beiträge zur politischen Wissenschaft. Band 74). Duncker & Humblot, Berlin 1994, ISBN 3-428-07979-5 (2. Auflage, 2003).
- Die Kategorie öffentlicher Güter als Grundlage von Staatstheorie und Staatswissenschaft (= Volkswirtschaftliche Schriften (VWS). Band 523). Duncker & Humblot, Berlin 2002, ISBN 3-428-10768-3.
- Hrsg. mit Felix Dirsch, Stefan Winckler: Die 68er und ihre Gegner. Der Widerstand gegen die Kulturrevolution. Leopold Stocker Verlag, Graz 2003, ISBN 3-7020-1005-X (2. Auflage, 2004).
- Hrsg. Gustav Stresemann: Reden und Schriften. Politik – Geschichte – Literatur, 1897–1926. Duncker & Humblot, Berlin 2008, ISBN 978-3-428-12139-7.
- Politische Lageanalyse und Kulturkritik Essays aus den Jahren 2007 bis 2011. Telesma-Verlag, Treuenbrietzen 2013, ISBN 978-3-941094-10-9.
- Versachlichung und Entpolitisierung der staatlichen Praxis: Ein polizeiwissenschaftlicher Ansatz. Telesma Verlag, Treuenbrietzen 2014, ISBN 978-3-9410-9416-1.